# ロサンゼルス郡都市圏交通局P2000形電車
ロサンゼルス郡都市圏交通局P2000形電車（ロサンゼルスぐんとしけんこうつうきょくP2000がたでんしゃ）は、アメリカ合衆国カリフォルニア州ロサンゼルス郡で公共交通機関を運営するロサンゼルス郡都市圏交通局が所有する電車。1990年代に導入されたライトレール路線向け車両である。

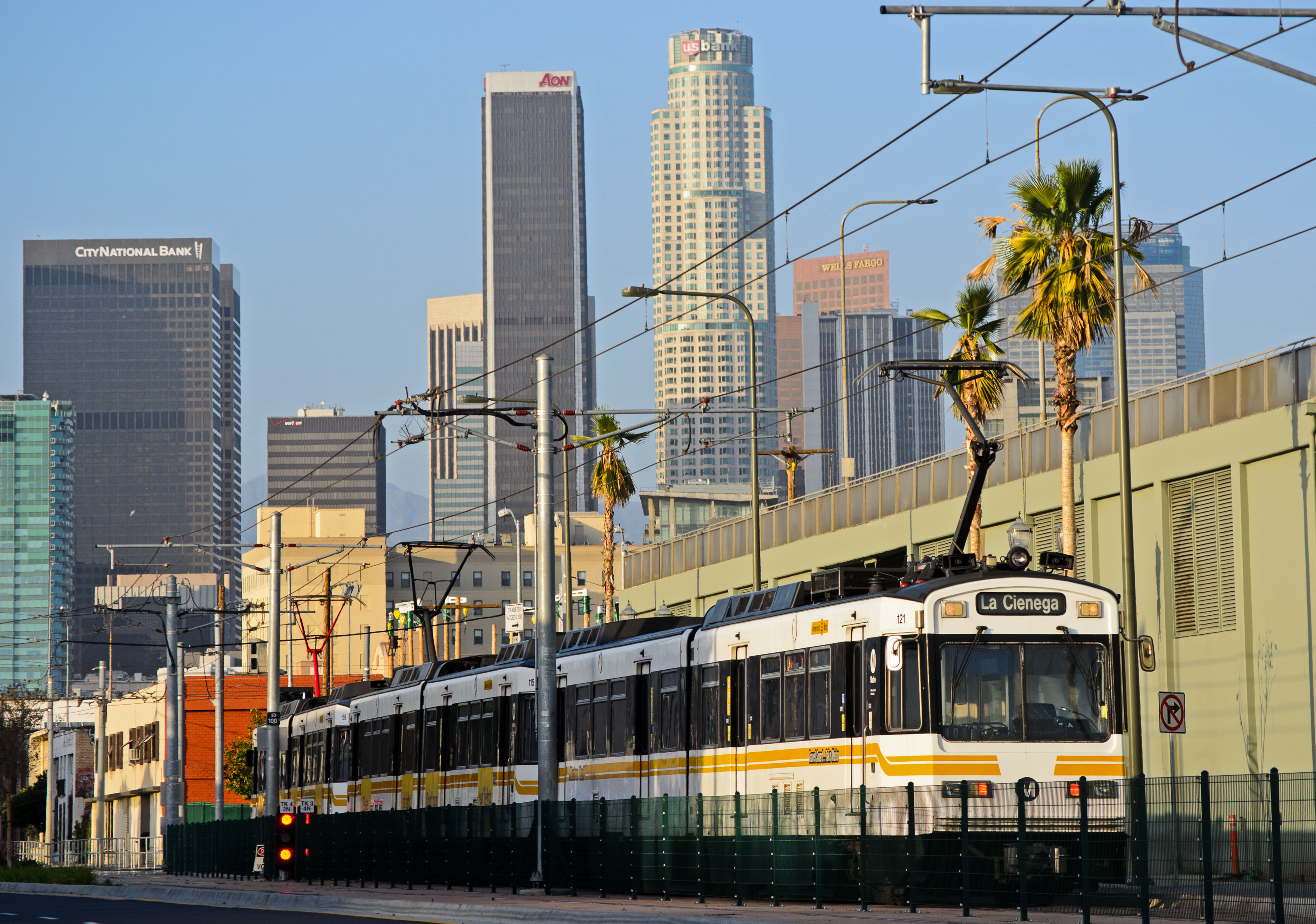
P865形・P2020形
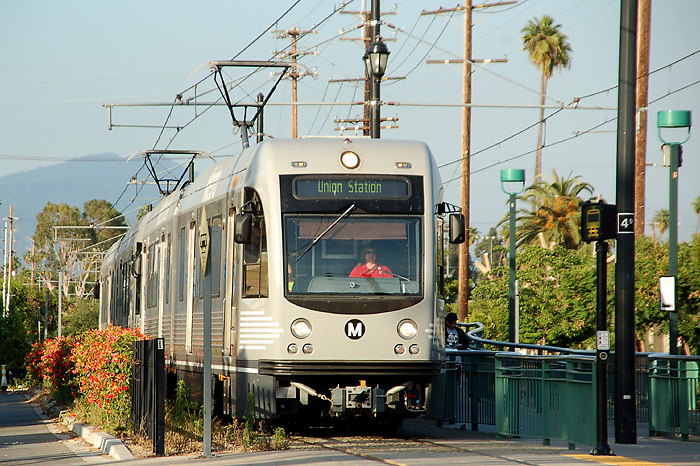
P2550形
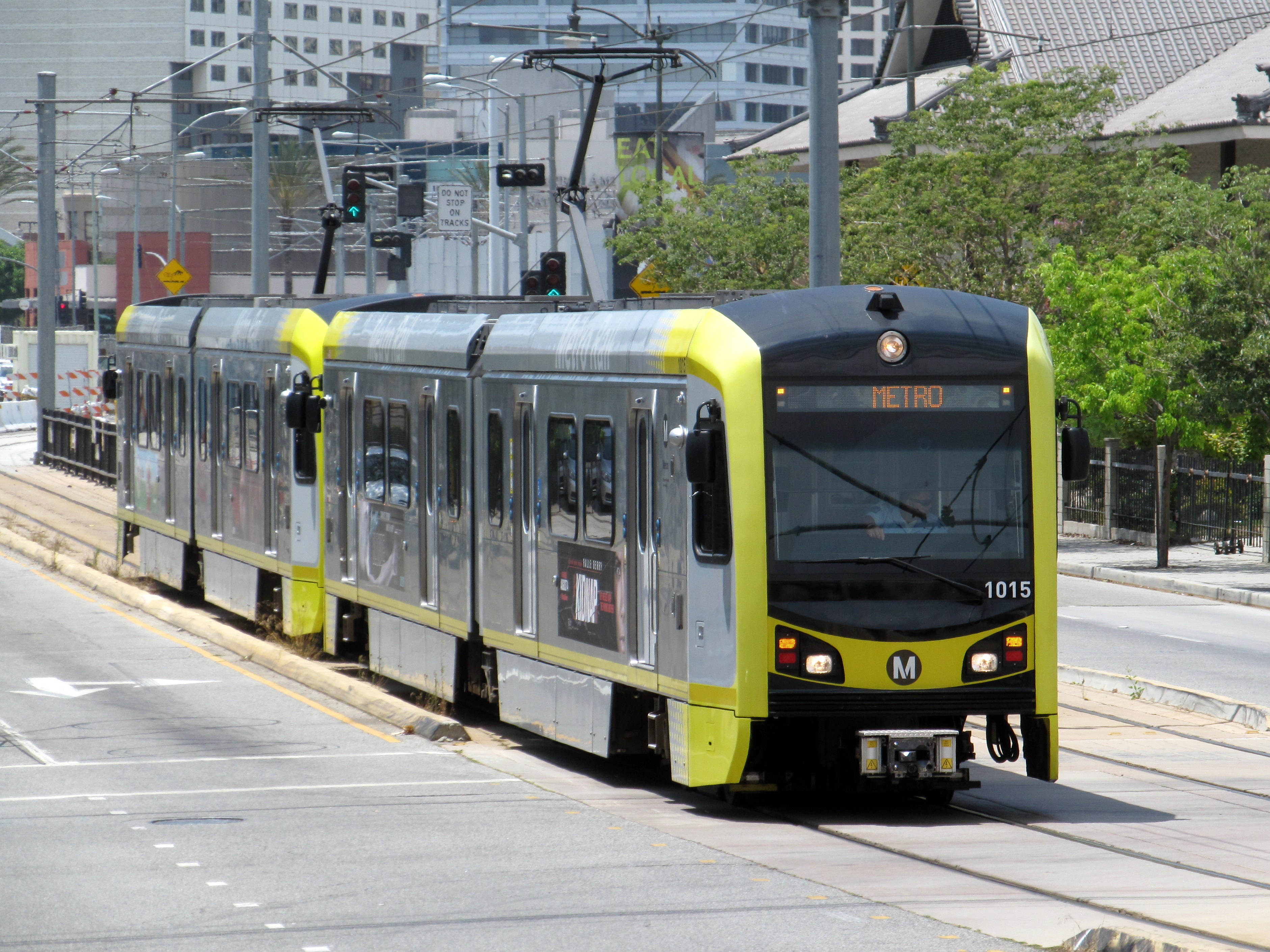
P3010形

## 概要
両運転台の2車体連接車で、低合金高張力鋼（LAHT）で作られた各車体には左右に2箇所づつ乗降扉が設けられている。車内には冷暖房双方に対応した空調が設置されている他、自動アナウンスや電子行先表示装置、乗客用のインターホンといった情報案内システムが搭載されている。動力台車に2基設置されている主電動機は誘導電動機が用いられ、VVVFインバータ制御方式（GTO素子）の制御装置によって速度の制御が行われる。また、台車には高速運転に適した空気ばねが設置されている。
1998年からブルーライン（現：A線）やグリーンライン（現：C線）で営業運転を開始し、ゴールドライン（→L線）での運用が行われた時期も存在した。2002年までに全52両が導入されたが、そのうち2両（301、302）は自動運転に対応した機器が搭載されていた。
その後、2017年にロサンゼルス郡都市圏交通局はアルストムとの間に延命を兼ねた更新工事を実施する契約を交わし、冷房装置や電気機器、乗降扉、台車といった各種部品・機器の交換や修繕が順次行われている。同年現在、P2000形はA線やC線に加えてE線での営業運転を行っている。

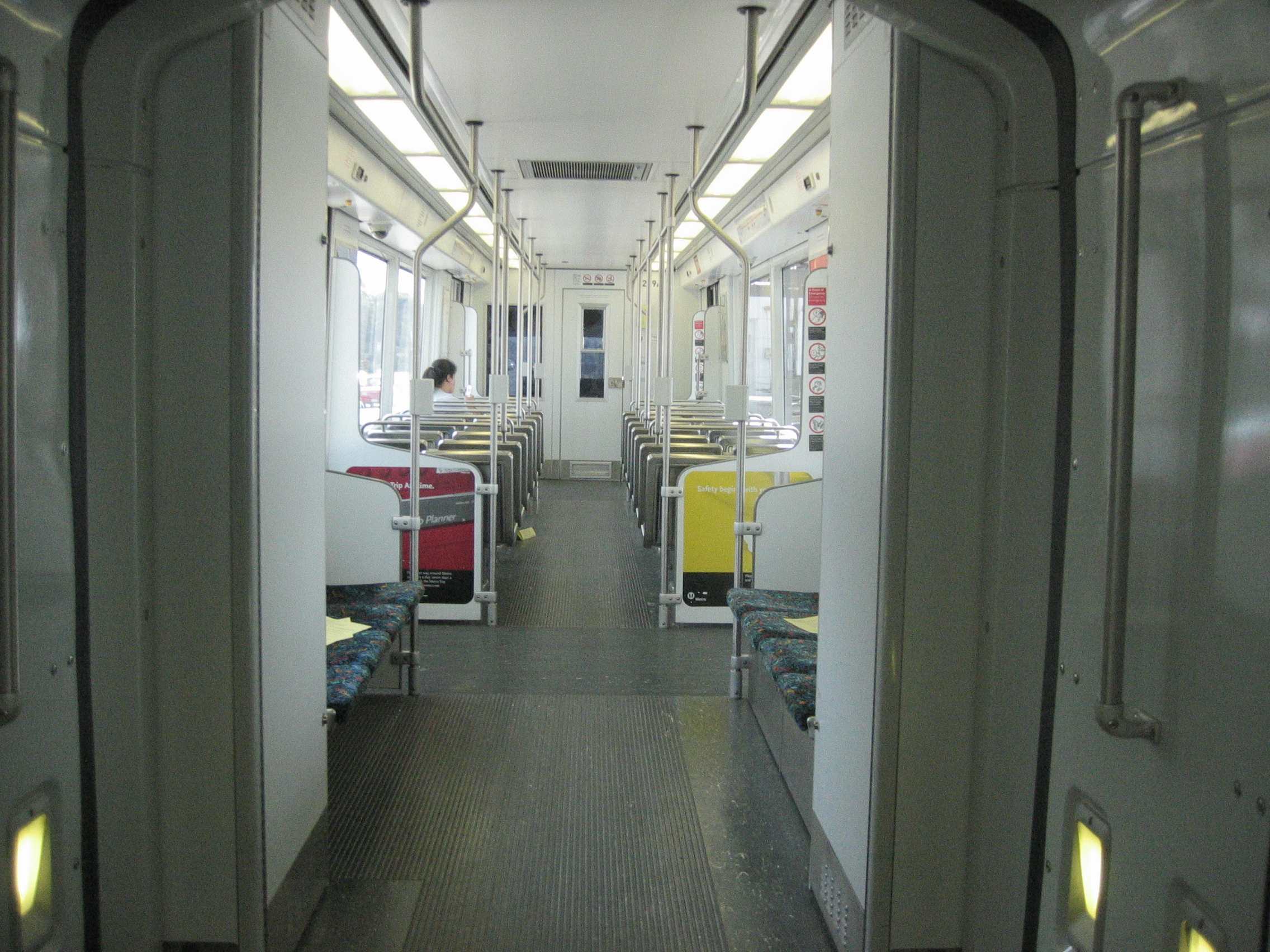
車内
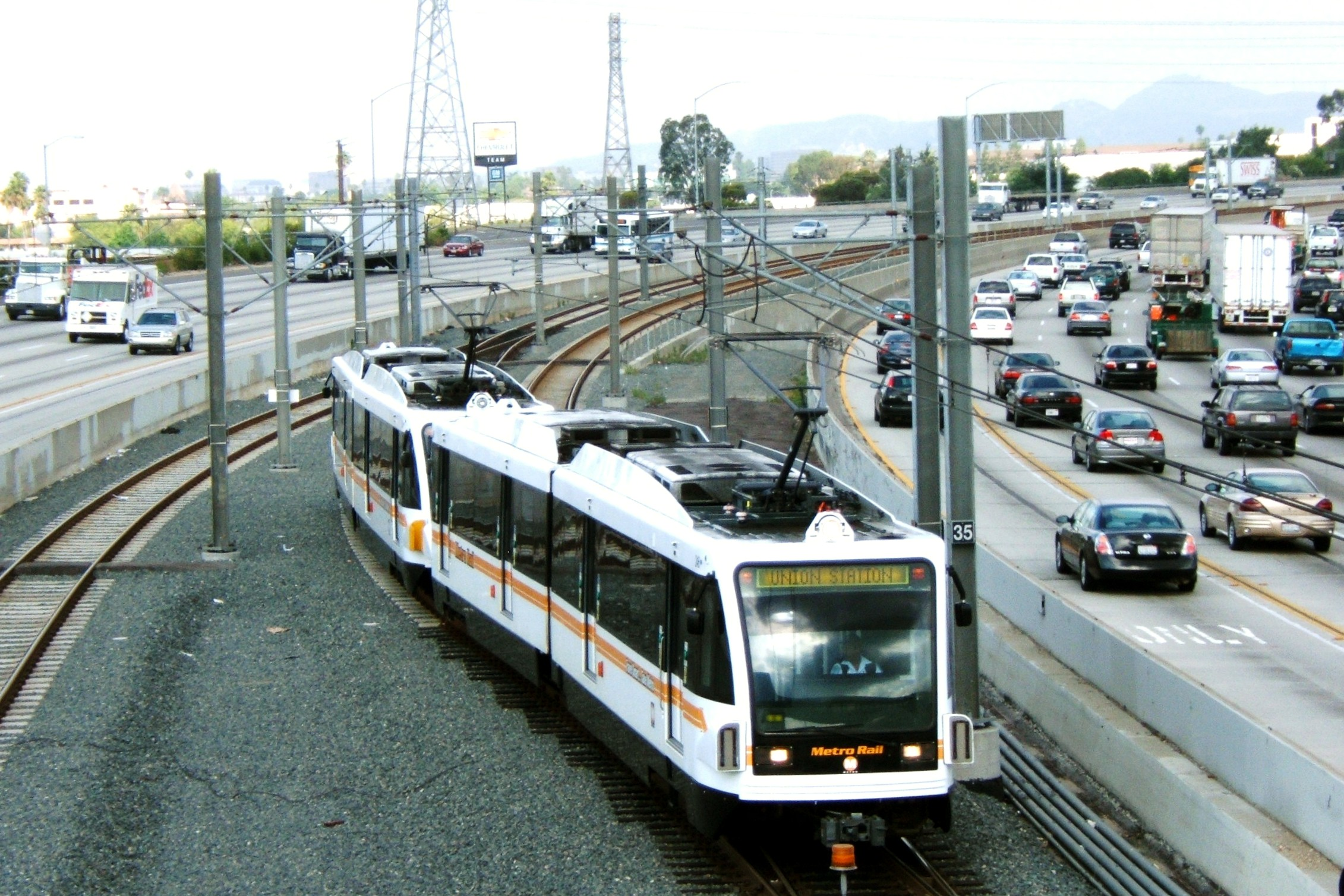
連結運転を行うP2000形（2005年撮影）
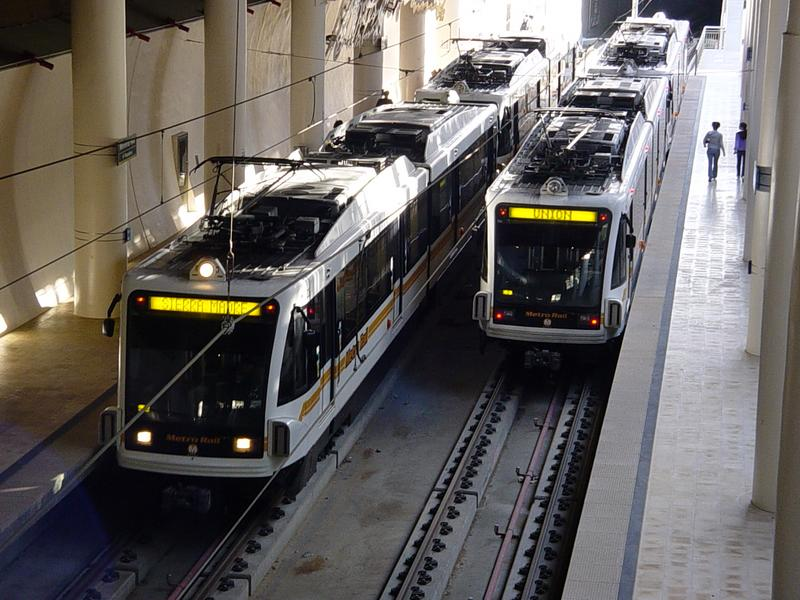
駅に停車するP2000形（2007年撮影）